# Великий Листвен
Вели́кий Листвен (колишні назви Листвен, Лиственниця) — село в Україні, у Тупичівській сільській громаді Чернігівського району Чернігівської області. 

## Історія
Назва Листвен походить від готського laistjan (йти слідом, наслідувати, успадковувати).
Грамотою від 28 вересня 1673 р. село закріплялося за полковником Чернігівського полку Василем Дуніним-Борковским. [джерело?]
22 вересня 1943 року в наступальному бою за село Великий Листвен Городнянського району Чернігівської області України 18-річний командир відділення 1181-го стрілецького полку (356-а стрілецька дивізія, 61-а армія, Центральний фронт) Комсомолець червоноармієць Сергій Акіф'єв з групою бійців потрапив під сильний вогонь трьох ворожих кулеметів. Два з них незабаром були знищені. Витративши боєприпаси, відважний воїн, рятуючи життя товаришів, своїм тілом закрив амбразуру ворожого дзоту... похований на місці бою. Указом Президії Верховної Ради СРСР від 15 січня 1944 року за зразкове виконання бойових завдань командування на фронті боротьби з німецькими загарбниками і проявлені при цьому мужність і геройство червоноармійцю Акіф'єву Сергію Івановичу посмертно присвоєно звання Героя Радянського Союзу.
12 червня 2020 року, відповідно до розпорядження Кабінету Міністрів України № 730-р від «Про визначення адміністративних центрів та затвердження територій територіальних громад Чернігівської області», село увійшло до складу Тупичівської сільської громади.
19 липня 2020 року, в результаті адміністративно-територіальної реформи та ліквідації Городнянського району, село увійшло до складу новоутвореного Чернігівського району.

## Відомі особистості
В поселенні народився:
- Сміян Олександр Миколайович (1972—2015) — український вояк, учасник російсько-української війни.